# Шарнирная кукла

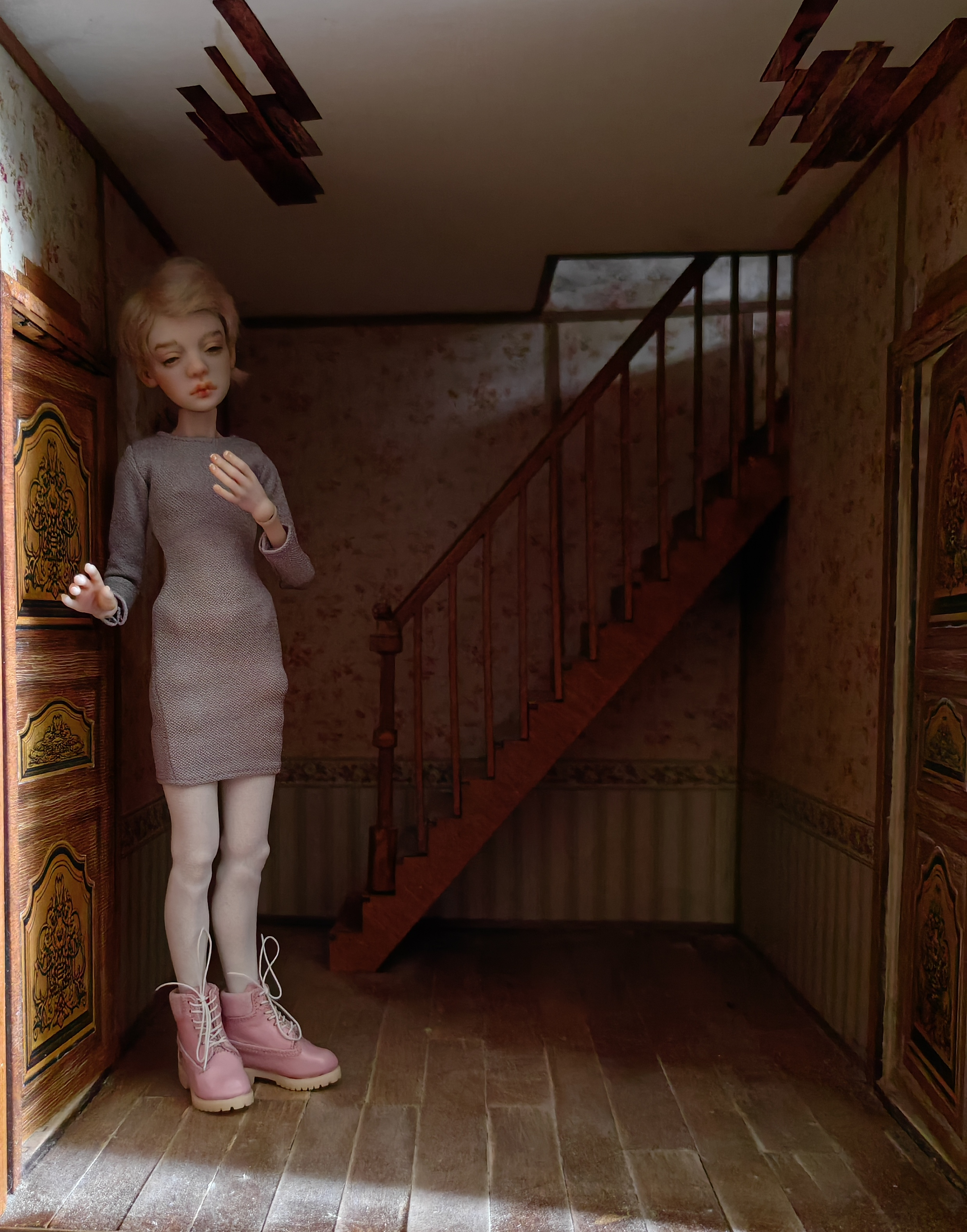
Шарнирная кукла

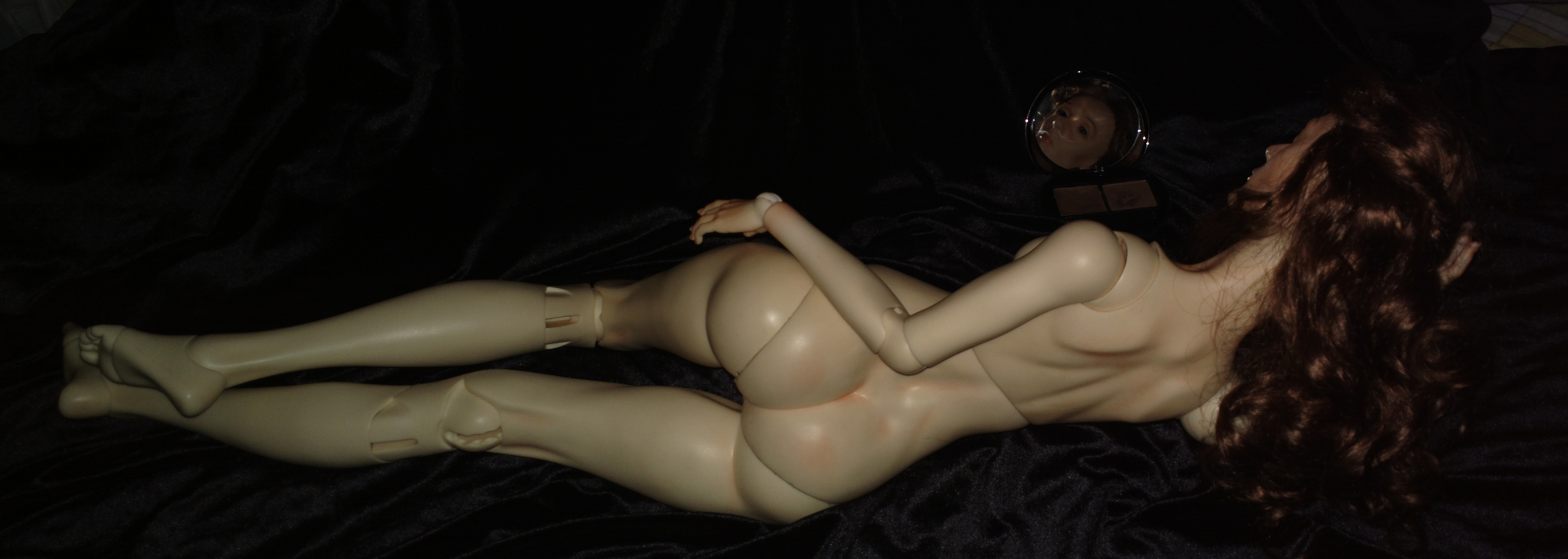

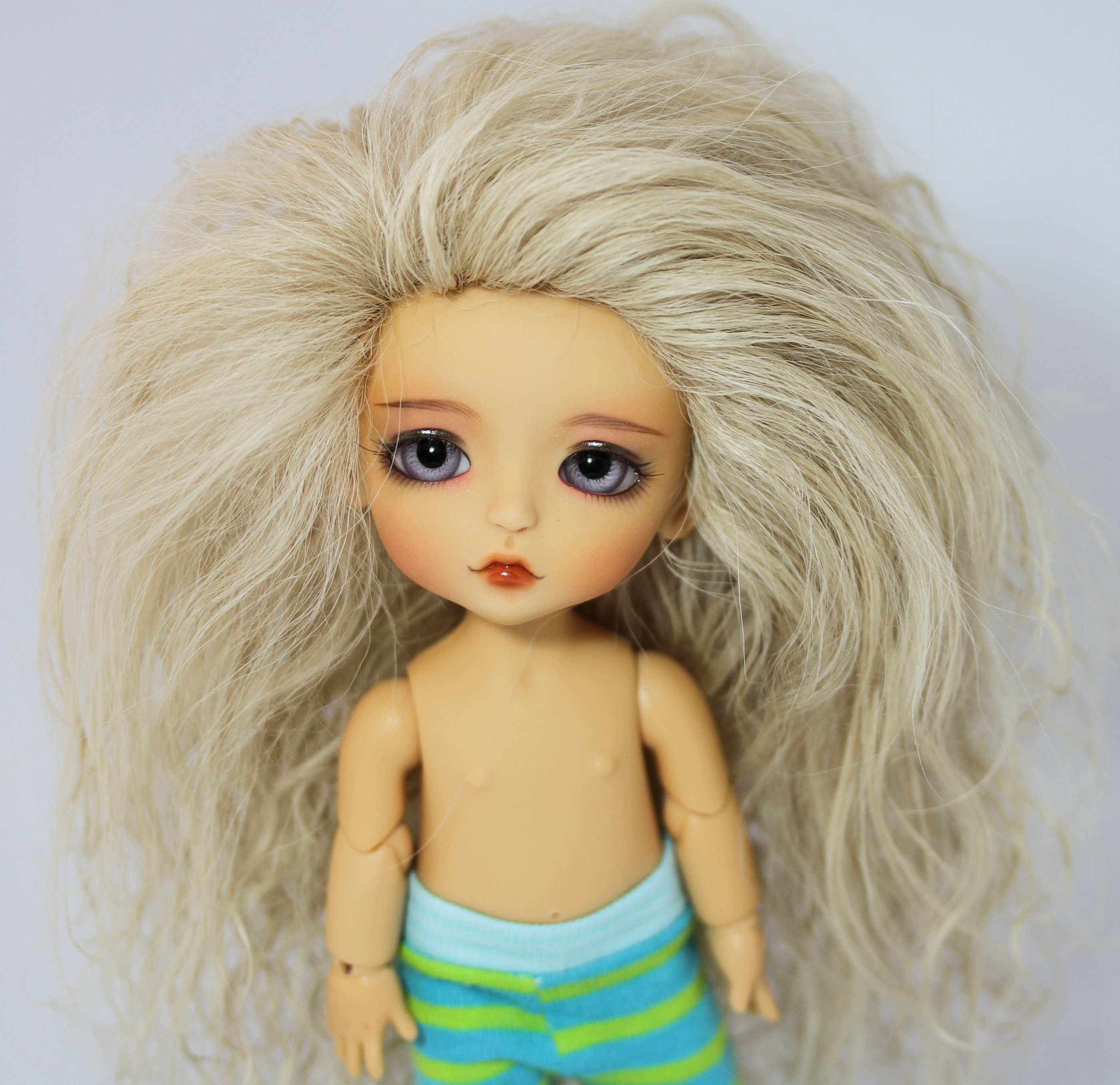
Шарнирная кукла

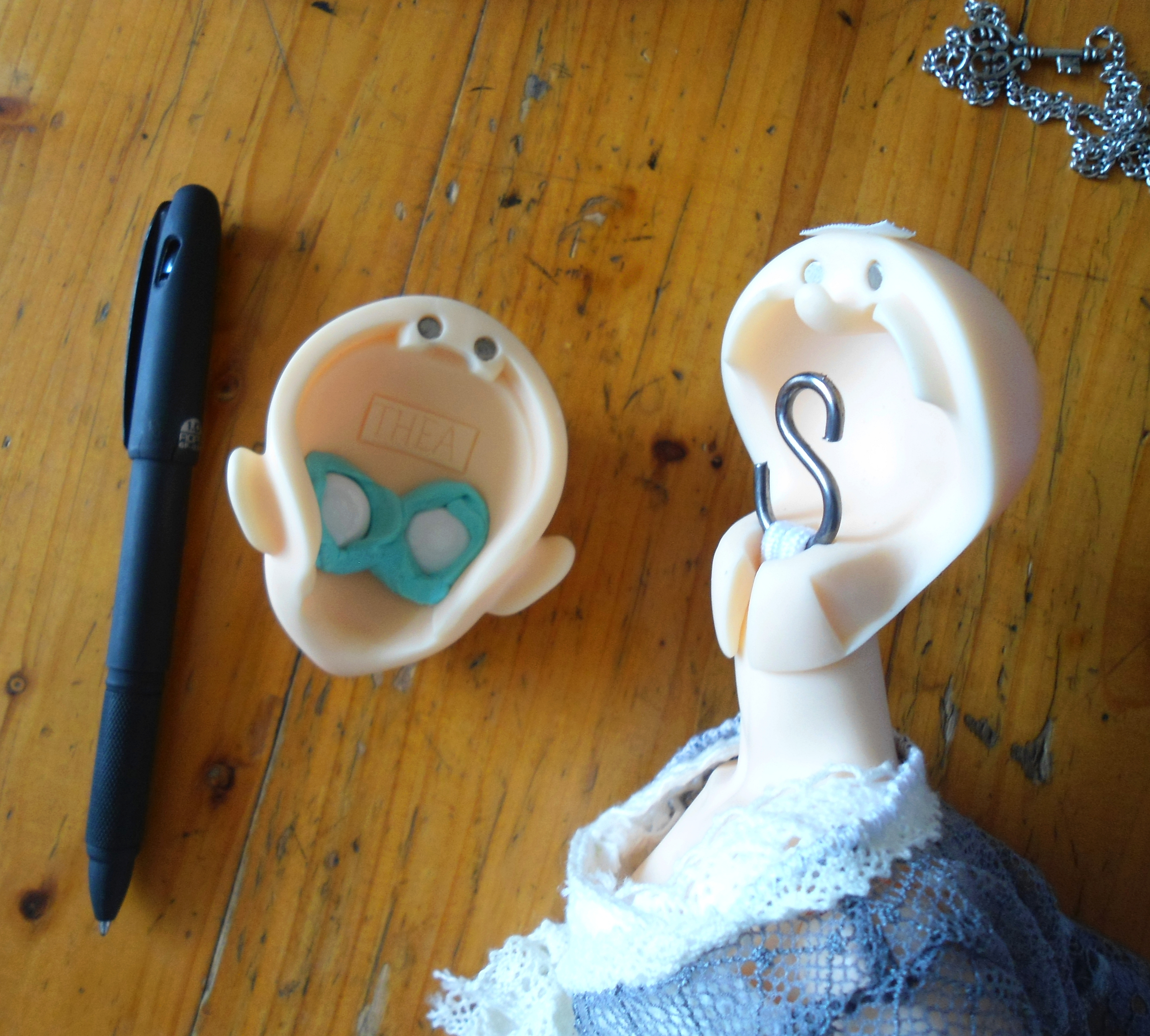

Шарнирная кукла (существует так же близкий широкоупотребляемый, но более узкий (см.ниже) термин, англ. BJD (сокр. от ball-jointed doll), BJD-кукла) — кукла в виде фигуры человека или животного, отличительной особенностью которой является наличие подвижных шарнирных соединений частей тела на местах суставов и (или) в местах подвижности тела, что позволяет такой кукле принимать практически любые позы. Все части тела держатся вместе за счёт резиновых шнуров, спрятанных внутри куклы и натягивающихся, когда кукле придают какую-либо позу. Шарнирные куклы изготавливаются из фарфора, полиуретана и других пластмасс.
BJD-куклы ориентированы главным образом на взрослую аудиторию и являются коллекционными, а не игровыми куклами. В современном использовании, когда речь идет об использовании аббревиатур BJD или ABJD, это обычно относится к современным азиатским шарнирным куклам. Они отлиты из полиуретановой синтетической смолы, твёрдого и плотного пластика, а детали скреплены между собой толстой резинкой. Отличительными особенностями BJD кукол является минимум 9 точек артикуляции, возможность смены парика, глаз, макияжа и т.д. Преимущественно они производятся в Японии, Южной Корее и Китае. Стиль BJD был описан как реалистичный и находящийся под влиянием аниме. Таким образом, не любая шарнирная кукла является BJD-куклой.
Шарнирные куклы — в какой-то мере дизайнерские куклы. Многие фирмы, торгующие ими, предлагают как готовые куклы (англ. fullset), так и позволяют купить её по частям и собрать куклу самому. Составные части кукол одинаковых форматов и одного цвета (кожи) разных фирм не подходят друг к другу, будет ошибкой пытаться собрать куклу, используя части от разных производителей, без модификаций это невозможно.

## История
Шарнирные куклы известны ещё в 200 г. до н. э., они существовали в Греции и Риме и были сделаны из глины и дерева, а история шарнирных кукол, похожих на современные, началась в Западной Европе в конце XIX века. С конца XIX до начала XX века французские и немецкие производители делали сборных кукол с шарнирными частями тела, эти куклы имели размер от 15 до 100 см, и в настоящее время это коллекционные предметы антиквариата.
В 1930-х немецкий художник Ханс Беллмер создал кукол с шарнирами и использовал их в своих фотографиях и других сюрреалистических произведениях. Беллмер выдвинул идею об искусстве фотографии кукол, которая наследуется сегодня японскими художниками и BJD-любителями.
Под влиянием Беллмера и богатых традиций японских игрушек, японские художники начали создавать натянутых на резинку шарнирных кукол. Их суставы подвижны, и размеры этих кукол доходят до 120 см (48 дюйма). Они не предназначены для игр и считаются коллекционными предметами. Куклы известных мастеров могут стоить до нескольких сотен тысяч долларов. Кукольные сообщества по-прежнему активны в Японии, и художники регулярно выпускают артбуки с фотографиями своих кукол. Азиатские шарнирные куклы находятся под влиянием традиционных японских кукол, таких, как куклы Итимацу.
История серийного производства азиатских BJD началась в 1999 году, когда японская компания Volks создала линию кукол Super Dollfie. Первые Super Dollfie были 57 см высотой, нанизаны на резинку, тело было соединено шариками. Они были сделаны из полиуретановой смолы и похожи на игрушки, которые были у Volks в то время основным продуктом. Super Dollfie были сделаны, чтобы бы их было легко трансформировать, и это была попытка выйти на женский (взрослый) рынок.
Приблизительно в 2002—2003 годах южнокорейские компании также приступили к созданию и производству BJD. Customhouse и Cerberus Project были одними из первых корейских компаний по производству BJD, с тех пор корейский рынок пополнился многими другими.

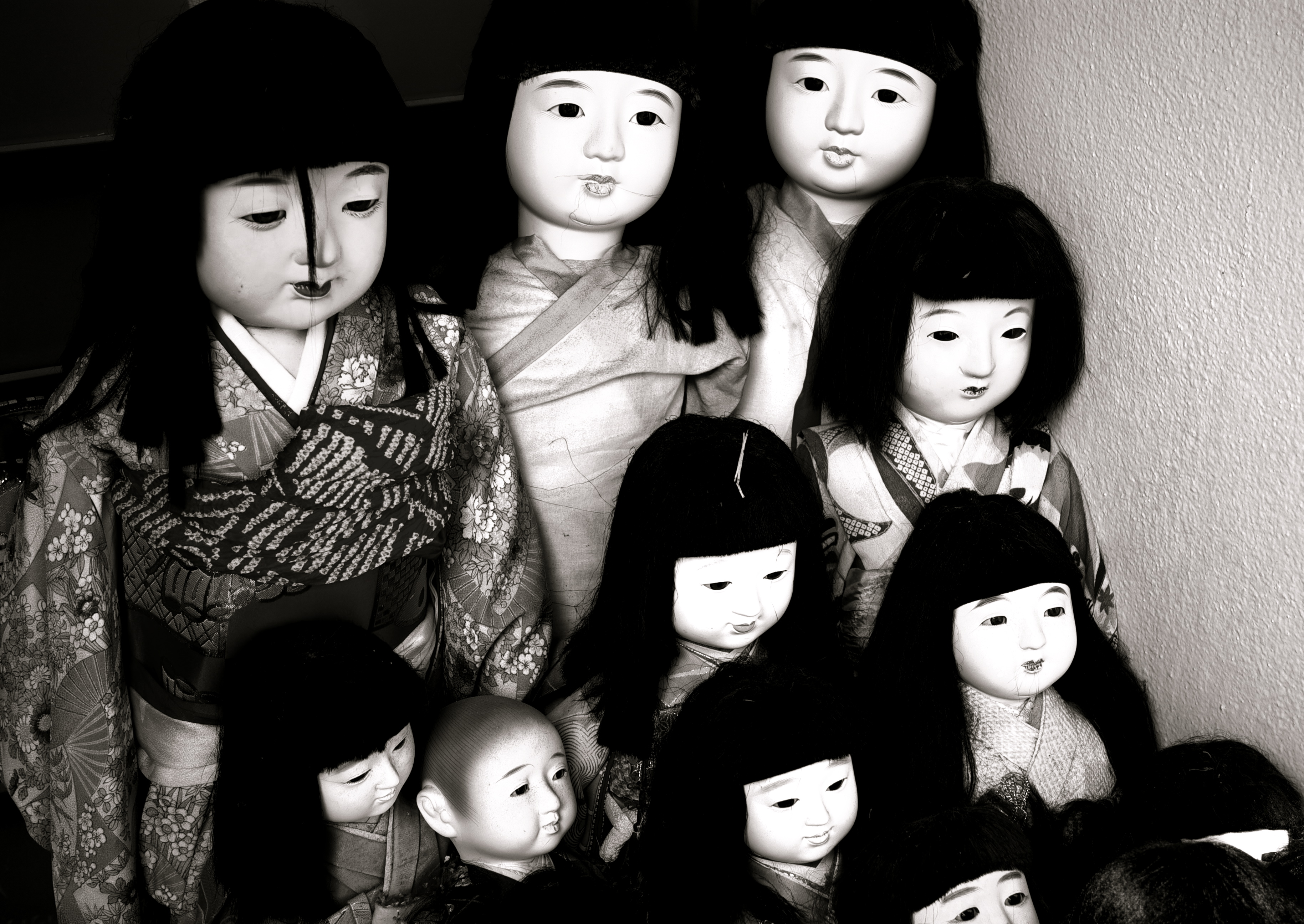

Самые ранние азиатские BJD находились под влиянием эстетики аниме, и это видно по первым BJD-компаниям, таким как Volks и Cerberus Project с их линией Delf, а также по творчеству японского художника Гентаро Араки, создателя U-Noa.
Первые китайские BJD были подделками. Некоторые из них были рекастами, а другие — незначительными модификациями Super Dollfie или корейских BJD. Эти подделки были сделаны из гипса, смолы низкого качества или Polystone — смесь смолы и наполнителя, например, песка. Они были дешевыми и относительно непрочными. Первой китайской компанией, которая выпустила собственную оригинальную BJD высокого качества, была Dollzone. Их куклы появились на рынке в 2006 году. С тех пор несколько других китайских компаний последовали их примеру, представив собственных BJD на международном рынке.

## Варианты куколBJD
Получили распространение качественные копии оригинальных кукол известных фирм, коллекционеры называют их «рекасты» или «бутлеги».
Авторских кукол изготавливают из фарфора, литьевых пластиков, методом 3D печати, лепят из самоотвердевающих и запекаемых масс.
Другие шарнирные куклы — Монстр Хай, Маттел, Паола Рейна, Гётц, куклы Моники Левениг, Тоннер и др., имеющие дополнительные шарниры преимущественно в локтях и коленях, которые имеют принципиально другую конструкцию, являются шарнирными, но к BJD не относятся.

## Размеры
Есть пять основных размеров BJD:
- Tiny — до 25 см;
- YoSD — от 25 до 40 см;
- MSD — от 40 до 50 см;
- SD — от 50 до 70 см.
- Fashion — 30-45 см кукла с реалистичными пропорциями, соотношение головы к телу = 1:7

Фабричные куклы нестандартных размеров:
- линейка «70+», куклы таких размеров иногда относят к SD;
- фирма Soom выпускает куклы линейки Mecha Angel (MA) ростом 80 см;
- фирма Dream — куклы Angel серии 1/2 ростом 90 сантиметров;
- Dollmore.net — серию кукол Trinity Doll, это самые большие BJD, имеющиеся в широкой продаже; серия состоит из двух девушек: Black Jude и Golden Jude высотой 105 см.

## Комплектация
При заказе BJD можно выбрать комплектацию, которая подразделяется на nude или basic, fullset, Limited Edition (LE).
Nude или Basic — базовая кукла. Это собранная на эластичный жгут («резинку») кукла без парика, макияжа («make up»), глаз (хотя некоторые фирмы комплектуют своих кукол случайно подобранными глазками), ресниц, одежды, обуви и аксессуаров. Макияж и прочее можно заказать за отдельную плату.
Fullset — полный набор. Комплект, продающийся как кукла с макияжем, париком, глазами, одеждой и иногда обувью. Как правило, на «промо» фотографиях изображены именно куклы Fullset.
Limited Edition — лимитированное издание. Кукла, выпущенная ограниченным тиражом. В комплект входит кукла с макияжем, париком, одеждой, обувью и иногда дополнительными аксессуарами. У некоторых фирм можно за отдельную плату заказать вместе с лимитированной куклой ещё одну версию головы или только лица: «спящую» — с полуприкрытыми или закрытыми глазами, или «фантазийную» — демоническую, вампирскую. Лимитированные выпуски кукол зачастую дороже их аналогов в серийных выпусках.